# أنطونيو تريلانس الرابع
انطونيو تريلانس الرابع (بالإنجليزية: Antonio Trillanes) (و. 1971 – م) هو سياسي من الفلبين ولد في كالوكان.